# 무브인키
무브인키는 대한민국의 음악 그룹이다. 2013년 디지털 싱글 앨범 [Move In Key]로 데뷔했다.

## 음반
- Move In Key (2013.7)
- Move In Key (2013.11)